# Kobylniki (Sieradz)
Pour les articles homonymes, voir Kobylniki.
Kobylniki est une localité polonaise de la gmina de Błaszki, située dans le powiat de Sieradz en voïvodie de Łódź.